# St. Antonius von Padua (Wickede)

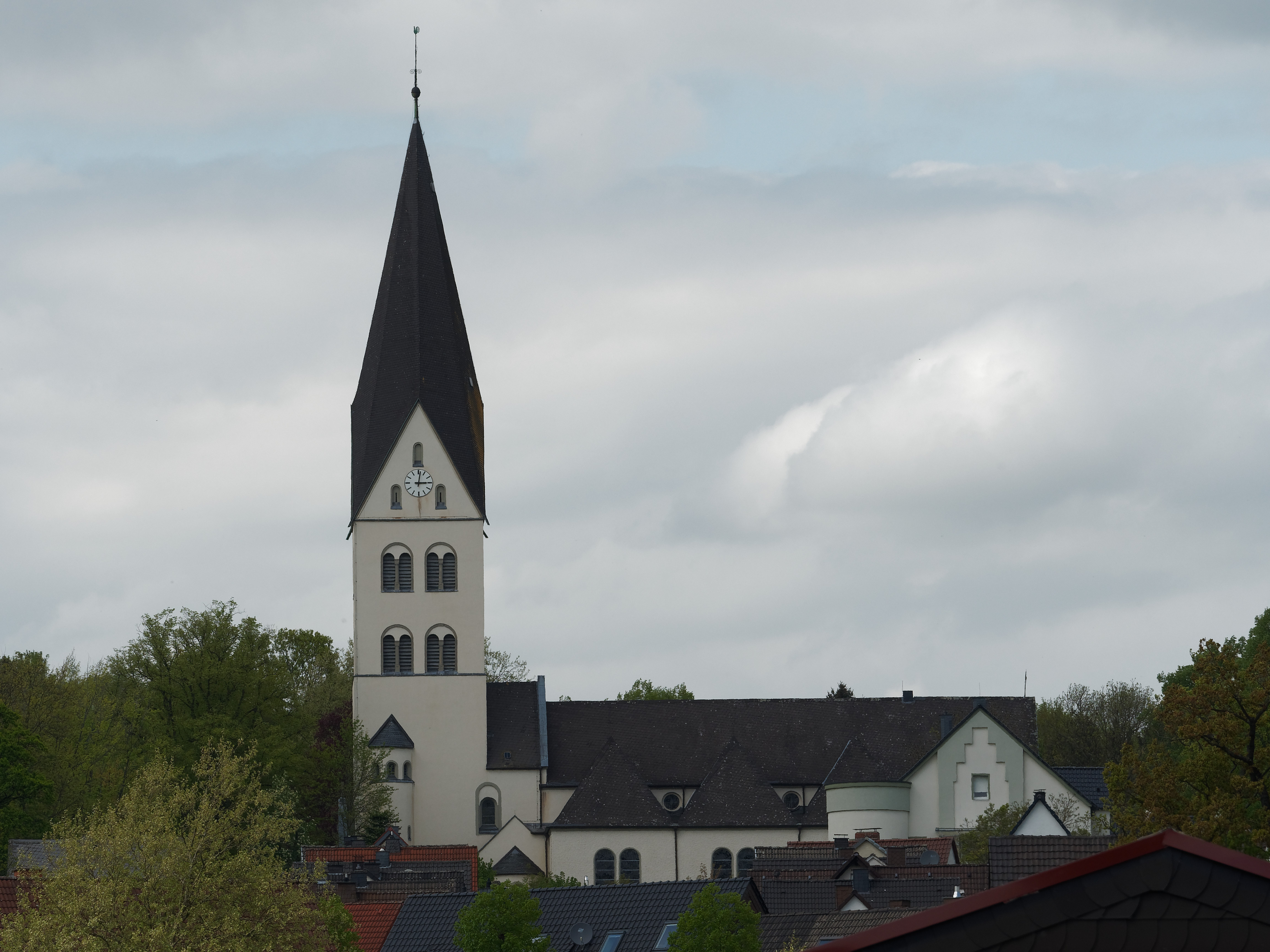
Gesamtansicht mit Turm

Die katholische Kirche St. Antonius von Padua ist ein Kirchengebäude in Wickede (Ruhr).

## Geschichte
Aufgrund der fortschreitenden Industrialisierung im 19. Jahrhundert nahm die Einwohnerzahl Wickedes rasch zu. Die wachsende Gemeinde brauchte eine eigene Kirche. Am 1. August 1861 wurde feierlich der Grundstein gelegt und am 1. Dezember 1862 war der Bau vollendet. Bischof Konrad Martin nahm die Weihe am 25. September 1866 vor.

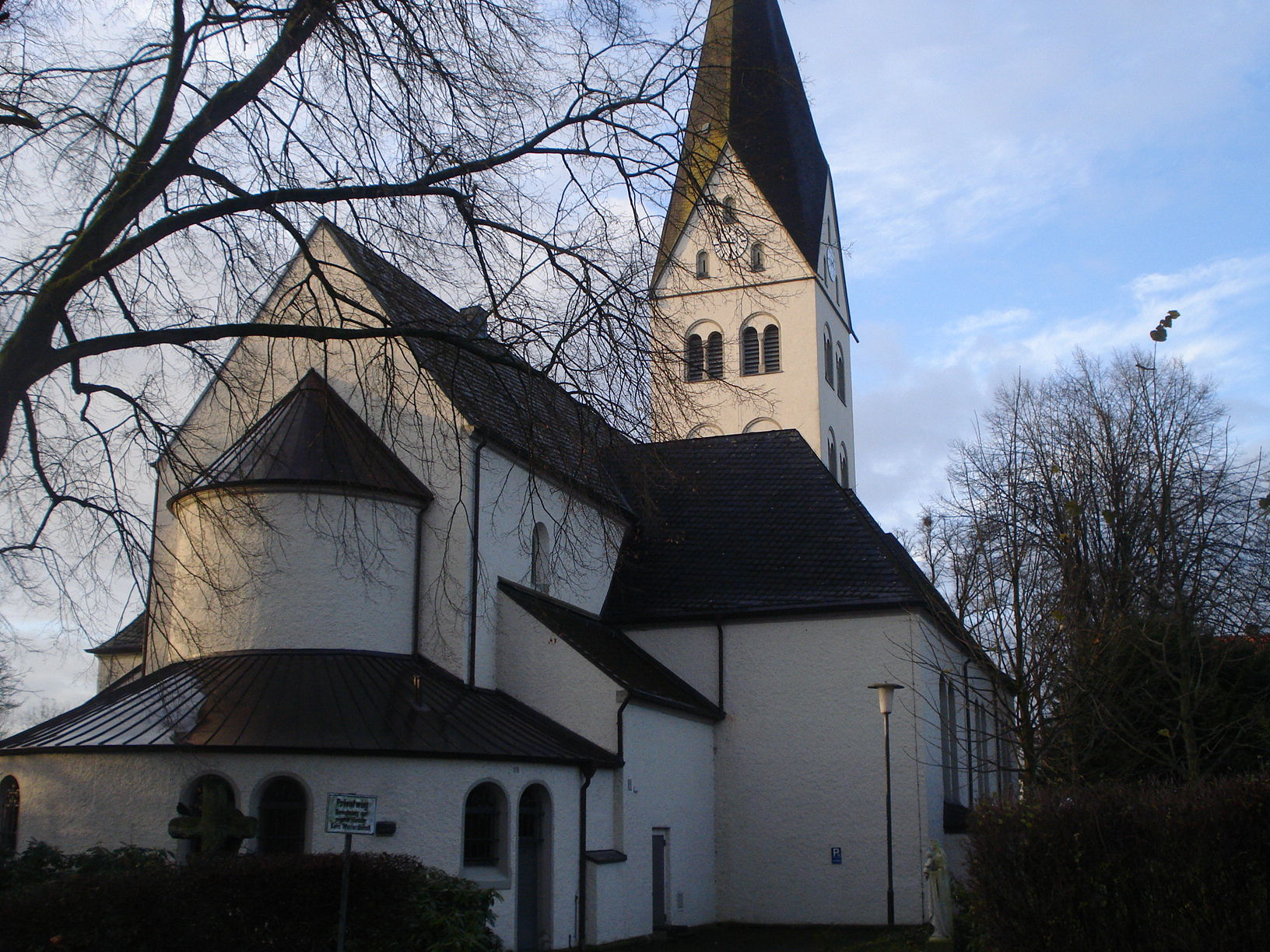
Kirche St. Antonius von Padua, Wickede (Ruhr), Ostseite

Die Pläne fertigte der Paderborner Diözesanbaumeister Arnold Güldenpfennig. Es handelte sich ursprünglich um eine im Baustil der Neoromanik gehaltene, dreischiffige Kirche mit flachen Holzdecken. Die Seitenschiffe, niedriger als das Mittelschiff, waren 2,75 m breit, während das Hauptschiff zwischen den aufgehenden Wänden etwa 6,50 m breit war. Je drei Säulen und zwei Pfeiler (rheinischer Stützenwechsel) trugen auf Rundbögen die Wände, die das Mittelschiff von den Seitenschiffen trennte. Das hohe Mittelschiff wurde von sechs Fenstern – auf jeder Seite drei – belichtet. Dem Mittelschiff im Osten vorgelagert, befand sich ein Chorquadrat mit Kreuzgratgewölbe. Das Chorquadrat schloss mit einer Apsis, die halbrund gebaut wurde und von einer Halbkuppel überwölbt ist, ab. In der Apsis befanden sich drei Fenster. Die schmalen kleinen Seitenschiffe endeten im Osten ebenfalls mit kleinen Apsiden.

## An- und Umbauten
Ab 1939 wurden die Seitenschiffe nach Plänen des Architekten Josef Färber um etwa die doppelte Breite erweitert. Bei einer späteren Renovierung im Jahr 1959, nach Plänen von August Dambleff, wurden Säulen und Pfeiler entfernt und durch Stahlrohre mit 21 cm Durchmesser ersetzt. 1980 wurde die Kirche letztmals renoviert. Die Wände des Mittelschiffes wurden wieder durch aufgesetzte Rundbögen gegliedert. Ebenso wurde eine neue Heizung eingebaut.

## Turm

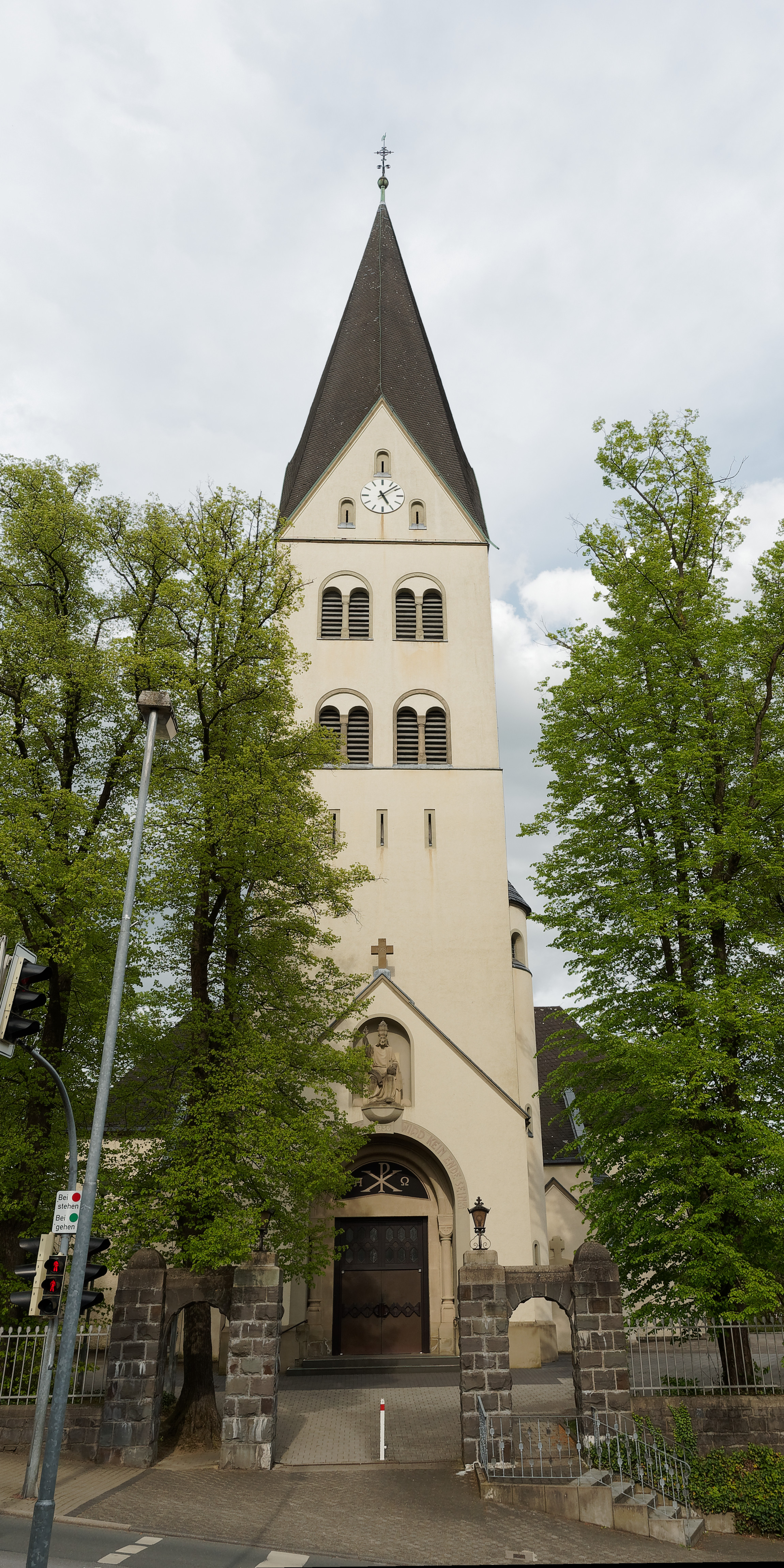
Westansicht: Turm mit Portal

Dem Bau vorgelagert, stand im Westen eine Vorhalle, von der zwei Türen in die Kirche führten. Die Vorhalle, nach drei Seiten offen, wurde im Westen von kräftigen Eckpfeilern und drei Säulen, über denen sich vier Rundbögen spannten, abgeschlossen. Auf dem Satteldach des Mittelschiffes thronte auf der Westseite ein kleiner Dachreiter. Der damalige Architekt hatte die Kirche so geplant, dass eine Erweiterung nach Westen, wenn die Vorhalle abgebrochen würde, möglich war. Es ist auch beim Bau der Kirche schon über einen Turm gesprochen worden, aber die finanziellen Mittel reichten nicht. Mit dem Bau des 58,15 m hohen Westturmes wurde im Frühjahr 1908 begonnen. Im Jahr 1910 kam eine Uhr mit vier Zifferblättern hinzu. Das vierstimmige Gussstahlgeläut wurde 1920 von Buderus & Humpert gegossen und erklingt im Salve-Regina-Motiv h°-dis′-fis′-gis′.

## Ausstattung
- Der 1980 von den Brüdern Winkelmann aus Günne gefertigte Altar ist aus rotem Mainsandstein.
- In der Nische über dem Hauptportal der Kirche steht eine monumentale 2,66 m hohe Christ-König-Statue. Eine Umschrift lautet: „Und seines Reiches wird kein Ende sein“.